# Каирова, Настасья Васильевна
Наста́сья Васи́льевна Каи́рова (1844 — 23 февраля [6 марта] 1888, Санкт-Петербург) — русская журналистка.

## Биография
Родилась в 1844 году.
Работала секретарём газеты «Биржевые ведомости», была гражданской женой Фёдора Кони. Разочаровавшись в работе и в личной жизни, уехала в Оренбург и поступила актрисой в местный театр. В результате бурного романа с одним из актёров театра 7 июля 1875 года попыталась убить его жену, была арестована и провела почти год в больнице с подозрением на психическое заболевание, после чего была признана судом присяжных действовавшей в состоянии временного помрачения сознания и оправдана.
Во время процесса заинтересовала видного журналиста и издателя Алексея Суворина, в результате чего сразу после завершения судебного процесса, в мае 1876 года, Каирова заняла место секретаря редакции суворинской газеты «Новое время» и отправилась вместе с Сувориным в качестве военного корреспондента на сербско-турецкую войну. В течение лета 1876 года репортажи Каировой публиковались в «Новом времени», однако затем Суворин разочаровался в журналистских способностях Каировой и в ней самой и вернулся в Россию, тогда как Каирова осталась на Балканах.
По протекции своего любовника Фёдора Кони была принята корреспондентом в газету «Голос», где до 1879 года публиковала статьи о Русско-турецкой войне, Константинопольской конференции и Берлинском конгрессе.
В 1879 году, после смерти Кони, Каирова вернулась в Санкт-Петербург и сотрудничала в качестве журналиста c такими изданиями как «Биржевые ведомости», «Молва», «Дело», «Русская мысль», «Вестник Европы» и др. Каирова переводила исторические документы для «Сборника императорского русского исторического общества».
После скоропостижной смерти Каировой 23 февраля (6 марта)  1888 года от сердечного приступа ряд петербургских изданий опубликовал пространные некрологи, высоко оценивавшие её вклад в российскую журналистику.
Тюремно-больничный дневник Каировой был подготовлен к публикации Николаем Лесковым, однако эта публикация так и не состоялась.

## Журналистика Каировой
Наиболее важная часть наследия Каировой — её военные репортажи. Ей принадлежит около 400 корреспонденций, написанных неизменно от мужского лица; известно, что для добывания оперативной информации Каирова часто переодевалась мужчиной. О профессиональном самосознании Каировой даёт представление следующая цитата:
…что такое «специальный корреспондент» русской газеты… это несчастнейшее существо в мире, нравственная тряпка, обязанная «ловить момент» и сообразоваться со всем на свете, кроме своего личного убеждения, а подчас и истины. Я не виню за это русские газеты. Может быть, они и сами подчиняются не своей воле, а вынуждены грустным положением своим требовать от корреспондентов не того, что есть, а того, что в данную минуту желают, чтобы было. Но нам, корреспондентам, от этого не легче. Мы-то всё-таки поставлены под двойной гнет двойной цензуры и вынуждены говорить, когда хотелось бы молчать, и молчать, когда совесть велит говорить…
В одном из некрологов Каировой говорилось:
Порывисто страстная, горячая, отличавшаяся крайней нетерпимостью, — эта необыкновенно талантливая женщина создана была, кажется, для того, чтобы не щадить не только врагов, но и друзей… Это была чистейшая западница по политическим и общественным взглядам своим, в то же время горячо любившая и крепко отстаивавшая интересы России.